# Grande fuga
La Grande fuga (Große Fuge) in Si bemolle maggiore op. 133 è una composizione per quartetto d'archi di Ludwig van Beethoven famosa per l'estrema perizia tecnica richiesta nella sua esecuzione e per la sua natura introspettiva ed enigmatica, superiore persino agli standard raggiunti dal compositore nel suo ultimo periodo di attività. Fu scritta tra il 1825 e il 1826, quando il compositore era già completamente sordo.
Beethoven in un primo momento compose l'imponente fuga come il movimento finale del suo quartetto d'archi n. 13 in Si bemolle maggiore op. 130. Tuttavia, essendo la fuga talmente ardua per gli esecutori contemporanei, come pure inaccessibile e impopolare per la maggior parte del pubblico, l'editore di Beethoven insistette con lui affinché scrivesse un nuovo finale sostitutivo per il quartetto d'archi.
Era nota la caparbia personalità di Beethoven e la sua indifferenza verso le opinioni e i gusti del pubblico, ciò nonostante, in quest'occasione egli accettò le richieste del suo editore e pubblicò la fuga come una composizione indipendente, con un numero d'opera a sé; divenne così la Große Fuge op. 133, «tanto libera, quanto ricercata». Scrisse poi un finale che sostituì la fuga nel quartetto op. 130, questa volta dal carattere decisamente più luminoso e disteso, più affine agli altri movimenti dell'opera.
Attualmente le esecuzioni del quartetto spesso includono entrambi i movimenti: la fuga e il nuovo finale scritto in sua sostituzione.
In alcune biografie del compositore si narra un aneddoto; quando la composizione fu eseguita per la prima volta, il pubblico acclamò il bis soltanto per i due movimenti centrali del quartetto. Beethoven, furioso, fu sentito lamentarsi: «E perché non il bis della fuga? Quella soltanto dovrebbe essere ripetuta! Gentaglia! Asini!».
Molti critici del XIX secolo hanno rifiutato la Große Fuge. Daniel Gregory Mason la giudicò "ripugnante", e Louis Spohr, assieme agli ultimi lavori di Beethoven "un indecifrabile, incomprensibile orrore".
Tuttavia l'opinione della critica su questo capolavoro è andata costantemente migliorando sin dall'inizio del XX secolo. L'op. 133 è stata totalmente rivalutata, ed oggi è considerata tra le più grandi realizzazioni di Beethoven e uno dei lavori più avanguardistici della storia della musica.
Igor' Fëdorovič Stravinskij della Große Fuge disse:  «[...] il perfetto miracolo di tutta la musica. Senza essere datata, né storicamente connotata entro i confini stilistici dell'epoca in cui fu composta, anche soltanto nel ritmo, è una composizione più sapiente e più raffinata di qualsiasi musica ideata durante il mio secolo[...] Musica contemporanea che rimarrà contemporanea per sempre.»

## Analisi
Il quartetto d'archi si apre con una ouverture di 24 battute che introduce uno dei due soggetti della fuga, un motivo molto affine a quello che apre il quartetto d'archi n. 15 in La minore op. 132. Beethoven s'immerge poi in una doppia fuga tumultuosa, con un secondo soggetto caratterizzato da drammatici cambi di tonalità e violente dissonanze che si susseguono rapidissime e che pongono, nella sua esecuzione, impervie difficoltà d'intonazione per ognuno dei quattro strumenti.
A seguire l'apertura fugata ci sono una serie di sezioni con tonalità, ritmi e tempi in contrasto tra loro, con brusche interruzioni, che creano una trama inaspettata e sorprendente. Nel finale i toni si rallentano con lunghe pause che conducono l'ascoltatore alla ricapitolazione dell'ouverture che porta allo slancio finale e alla chiusura del movimento.
Simile ad altri finali di Beethoven, come ad esempio l'Inno alla gioia della sinfonia n. 9 in re minore "Corale" op.125, la Große Fuge può essere vista come un insieme di tempi contenuti in uno solo ampio movimento, dove ogni sezione minore è il frutto dell'elaborazione del tema originale.
La Grande fuga è anche un esempio dell'ultimo stile di composizione investigato da Beethoven negli ultimi anni della sua vita: la sintesi delle variazioni su un tema, della forma sonata e della fuga, tutte sapientemente amalgamate tra loro. La sezione lirica in Si bemolle della composizione assume il peso di un tempo d'adagio indipendente dal resto della composizione. Alcuni commentatori hanno tentato di analizzare l'intero pezzo in termini di forma sonata.

## La versione per pianoforte a 4 mani
Il 13 ottobre 2005 è stato reso noto che un manoscritto autografo di Beethoven datato 1826, intitolato "Große Fuge" (una versione per pianoforte a quattro mani del quartetto d'archi op. 133) è stato trovato nel giugno 2005 da un bibliotecario della Pennsylvania al Palmer Theological Seminary a Wynnewood. Questo lavoro, trascritto per pianoforte a quattro mani, è conosciuto come op. 134, e se ne erano perse le tracce per quasi 115 anni. Il manoscritto è stato messo all'asta da Sotheby's il 1º dicembre 2005 ed aggiudicato per 1.95 milioni di dollari da uno sconosciuto compratore. L'acquirente del manoscritto, pur cercando di rimanere anonimo, si è in seguito rivelato essere Bruce Kovner, un multimiliardario, che ha poi donato il manoscritto - insieme con altre 139 rarità musicali – alla Juilliard School of Music di New York nel febbraio 2006. Questo è quanto si è potuto ricostruire riguardo alle vicende del prezioso originale e le tappe che hanno portato al suo ritrovamento: il manoscritto elencato in un catalogo del 1890 fu messo all'asta a Berlino e venduto ad un industriale di Cincinnati, Ohio. La figlia di quest'ultimo lo donò insieme con altri manoscritti, inclusa una Fantasia di Mozart, ad una chiesa di Filadelfia nel 1952. Non è però noto come la libreria sia venuta in possesso del manoscritto.
L'importanza di questo manoscritto sta nel fatto che Beethoven, quando separò il movimento dal quartetto op. 130, volle cercare di renderlo sia accessibile al pubblico sia di facilitarne l'attuabilità d'esecuzione. Per realizzare ciò in quegli anni, privi di mezzi per la riproduzione fonografica, elettronica o meccanica, una soluzione possibile sarebbe stata di elaborarne una riduzione per pianoforte a quattro mani; infatti con questa tecnica molte delle opere sinfoniche più complesse furono rese disponibili anche per esecuzioni "domestiche".
L'editore commissionò a qualcun altro la trascrizione, ma Beethoven rimase talmente scontento dell'esito, che egli stesso prese l'impegno di curarne l'adattamento che è oggi il manoscritto pubblicato come op. 134. Trattandosi di lavoro autografo, attraverso lo studio di queste pagine, è possibile capire sia le tecniche adoperate dal compositore nella nuova stesura, sia le intenzioni del suo estro, che trapelano direttamente dalle note e dai piccoli dettagli annotati in questo prezioso spartito originale.